# Arp Schnitger
Arp Schnitger (født 2. juli 1648 i byen Schmalenfleth, distriktet Brake i Tyskland; begravet 28. juli 1719 i Neuenfelde, nu Hamburg-Neuenfelde) var en af de mest berømte orgelbyggere i sin tid. En af hans bedste elever var Lambert Daniel Kastens.